# Panorpa fulvastra
Panorpa fulvastra är en näbbsländeart som beskrevs av Chou in Chou, Ran och Wang 1981. Panorpa fulvastra ingår i släktet Panorpa och familjen skorpionsländor. Inga underarter finns listade i Catalogue of Life.